# پخته‌آباد (ولایت سیردریا)
پخته‌آباد (به ازبکی: Pakhtaabad) یک منطقهٔ مسکونی در ازبکستان است که در ولایت سیردریا واقع شده‌است. پخته‌آباد ۱۲٬۲۰۰ نفر جمعیت دارد.